# Maria Durhuus
Maria Staghøj Durhuus (født 25. september 1977 i Ringkøbing) er en dansk sygeplejerske og politiker fra Socialdemokratiet. Hun har været medlem af Folketinget siden 2022 og var tidligere medlem af kommunalbestyrelsen i Hvidovre Kommune 2013-2022.

## Opvækst, uddannelse og erhverv
Durhuus er født i  Ringkøbing i 1977 som datter af pensionist Hans Arne Staghøj og pædagog Lilian Steffensen. Hun blev student fra Thisted Gymnasium og HF i 1996. Fra 1999 til 2006 var hun sælger og konsulent i Sonofon.
Durhuus blev uddannet sygeplejerske i Hovedstadens Sygehusfællesskab i 2006 og har siden gennemført en række videreuddannelser for sygeplejersker. Hun har arbejdet som sygeplejerske inden for psykiatrien, ambulancetjeneste, akutmodtagelse på hospitaler, behandlingstilbud for narkomaner og misbrugere, og  som fængselssygeplejerske med mere. Fra 2020 til 2022 var hun afdelingsleder på botilbuddet Thorupgården i Københavns Kommune.

## Politisk karriere
Hun var medlem af kommunalbestyrelsen i Hvidovre Kommune 2013-2022 og har været formand for kommunens kultur- og fritidsudvalg.
Durhuus stillede op til folketingsvalget 2019 i Hvidovrekredsen og blev første stedfortræder for Socialdemokratiet i Københavns Omegns Storkreds. Hun fik 1.437 personlige stemmer i opstillingskredsen og i alt 2.907 personlige stemmer i hele storkredsen.
Ved folketingsvalget 1. november 2022 opnåede hun valg med 1.322 personlige stemmer i Hvidovrekredsen og 2.616 i hele storkredsen. Hun har været misbrugsordfører for Socialdemokratiet i Folketinget siden 2022 og ældreordfører for Socialdemokratiet i Folketinget siden 2024.

## Privatliv
Durhuus bor i Hvidovre og har fire børn.